# 境部王
境部王（さかいべおう/さかいべのおおきみ、生没年不詳）は、奈良時代の皇族。名は坂合部王とも記される。知太政官事・穂積親王の子。官位は従四位下・治部卿。

## 経歴
父・穂積親王が薨御した2年後の霊亀3年（717年）正月に、二世王としての蔭位を受け従四位下に直叙される。同年10月には、安八万王・酒部王・御原王ら天武天皇裔の二世王とともに封戸を加増される。養老5年（721年）治部卿に任官されている。その後の消息は『六国史』に記載がなく、間もなく卒去したと思われる。『懐風藻』では享年25と記される。
治部卿在任中に作成した漢詩2首が『懐風藻』に、和歌1首が『万葉集』に採録されている。『懐風藻』に採られた漢詩作品の内1首は長屋王邸での宴で詠まれたものであり、長屋王家木簡にもその名が現れるなど、長屋王との親交が窺われる。

## 官歴
※ 『続日本紀』による。
- 霊亀3年（717年） 正月4日：従四位下（直叙）
- 養老5年（721年） 6月26日：治部卿